# Richfield (Idaho)
Pour les articles homonymes, voir Richfield.
Richfield est une ville américaine située dans le comté de Lincoln en Idaho. Elle devient une municipalité en 1909.
Selon le recensement de 2010, Richfield compte 482 habitants. La municipalité s'étend sur 0,66 mille carré (1,71 km2).